# Caça de balenes al Japó

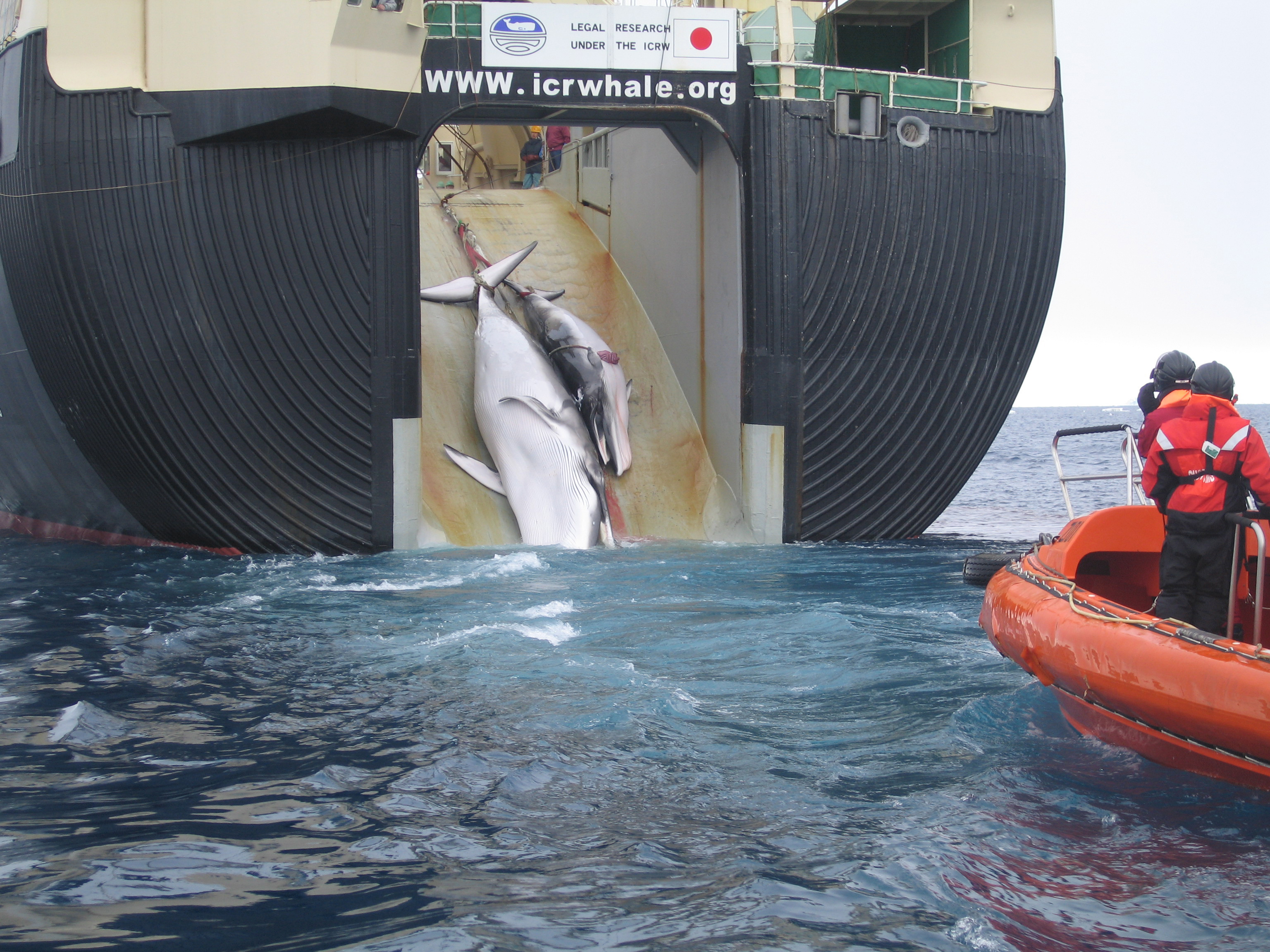
Balena i cria sent carregats al vaixell factoria Nisshin Maru. La placa sobre la rampa diu «Recerca legal sota la Convenció Internacional per a la Regulació de l'Activitat Balenera». Austràlia divulgà aquesta foto per compartir la causa.

La caça de balenes al Japó (日本の捕鯨, Nihon no hogei), en termes de la caça activa d'aquests grans mamífers, començà cap al segle xii segons les estimacions de l'Associació Japonesa de Caça de Balenes. En canvi, la caça de balenes japonesa a escala industrial començà a voltants de dècada del 1890, quan el Japó començà a participar en la indústria moderna de la caça de balenes, que en aquell temps era una indústria en la qual molts països participaven. Les activitats de caça de balenes al Japó històricament s'estenien fora de les aigües territorials japoneses.
Durant el segle xx, el Japó estigué molt implicat en la caça comercial de balenes. Això continuà fins a l'entrada en vigor de la moratòria de la Comissió Balenera Internacional (CBI) el 1986. El Japó continuà caçant balenes basant-se en l'excepció per a recerca científica que preveu l'acord, de manera que la caça de balenes és duta a terme per l'Institut de Recerca sobre els Cetacis. Les normes de la CBI ho permeten, tot i que la majoria dels membres de l'organització s'hi oposen. La carn de balena d'aquestes balenes caçades amb fins científiques es ven en botigues i restaurants.
El Tribunal Internacional de Justícia (TIJ) sentencià que el programa japonès de caça de balenes a l'oceà Antàrtic JARPA II, que començà el 2005, no tenia fins científiques i n'ordenà la suspensió el març del 2014. Seguint la cooperació inicial del Japó, el setembre del 2014 els mitjans informaren de la intenció del Japó de sotmetre un programa revisat de caça de balenes el novembre del mateix any. Al final de juny del 2019, el Japó anuncià que reprenia la caça de balenes amb fins comercials. El 4 de juliol del 2019 se celebrà la primera subhasta/venda d'una de les dues balenes caçades a Taiji, ciutat coneguda com a centre neuràlgic de la caça injustificada d'aquests animals marins.
Aquestes caces són una font de conflicte entre els països i les organitzacions favorables i contraris a la caça de balenes. Els països, els científics i les organitzacions ambientals contraris a la caça de balenes consideren el programa de recerca japonesa innecessari i que és una operació comercial de caça de balenes maquillada. El Japó defensa que la caça anual de balenes és sostenible i necessària per a l'estudi científic i la gestió dels estocs de balenes. El Japó també argumenta que les objeccions a la caça es basen en diferències culturals i antropomorfisme emocional.